# Eben-Emael
Eben-Emael, Ében-Émael (wa. Eben-Emål, lim. Aemaol) – dzielnica (section) gminy Bassenge w Belgii, w Regionie Walońskim, w prowincji Liège, w okręgu Liège. 1 stycznia 2020 roku liczyła 1662 mieszkańców. Do 31 grudnia 1976 r. samodzielna gmina. 

## Demografia
Liczba mieszkańców, stan na 1 stycznia:
| Rok                | 1930 | 1947 | 1961 | 2020 |
| ------------------ | ---- | ---- | ---- | ---- |
| Liczba mieszkańców | 1563 | 1405 | 1485 | 1662 |